# Lodario Ramón
Lodario Ramón Ramón (Fresnedelo, Cáceres, 1954) es un levantador de pesas y entrenador de levantamiento de pesas de España. Ha entrenado a la selección española en los Juegos Paralímpicos de Verano de 2004, 2008 y 2012.

## Biografía
Ramón nació en Fresnedelo, Cáceres. Posteriormente se trasladó a Asturias. Mientras estaba en la escuela secundaria, participó en gimnasia. Por esa época, se traslada a Ponferrada. En 1985 se traslada a Oviedo.

## Carrera
Ramón se interesó por primera vez en los gimnasios y el levantamiento de pesas después de leer sobre ellos en una revista. Tras su traslado a Ponferrada, habló con un culturista llamado Campillo que le animó a probar el levantamiento de pesas. En su primer intento logró levantar 65 kilogramos. Un entrenador llamado Tito lo vio y lo reclutó. Tras tres meses de entrenamiento consiguió levantar 100 kilogramos y consiguió proclamarse campeón local en Castilla y León. Es campeón de España en este deporte. Posteriormente, realizó un curso de formación como entrenador y entrenó a diez levantadores de pesas durante tres años. Ha sido calificado como el mejor entrenador de powerlifting de España.
Ramón fue entrenador de España en los Juegos Paralímpicos de Verano de 2004. Fue entrenador de la selección española en los Juegos de 2008. Comenzó a entrenar a Loida Zabala Ollero en 2006 y la ayudó a terminar en séptimo lugar en el Campeonato de Europa del IPC en 2007. Zabala se trasladó a entrenar donde vivía Ramón. En 2008, Ramón entrenó a Zabala en el Palacio de Deportes. Entrenó a Zabala en los Juegos Paralímpicos de Verano de 2012.